# کریستین رونتینی
کریستین رونتینی (انگلیسی: Christian Rontini؛ زادهٔ ۲۰ ژوئیهٔ ۱۹۹۹) بازیکن فوتبال است.
وی همچنین در تیم‌های ملی فوتبال زیر ۲۳ سال فیلیپین و فیلیپین بازی کرده‌است.